# Taye Diggs
Taye Diggs, właśc. Scott Leo Diggs (ur. 2 stycznia 1971 w Rochester) – amerykański aktor teatralny, filmowy i telewizyjny.

## Filmografia
- Guiding Light (1952) jako Adrian 'Sugar' Hill (1997)
- Ally McBeal (1997-2002) jako Jackson Duper (2001)
- Jak Stella zdobyła miłość (How Stella Got Her Groove Back, 1998) jako Winston Shakespeare
- Drużba (The Best Man, 1999) jako Harper Stewart
- Dom na Przeklętym Wzgórzu (House on Haunted Hill, 1999) jako Eddie Baker
- Go (1999) jako Marcus
- Uciekający pan młody (The Wood, 1999) jako Roland
- Desperaci (The Way of the Gun, 2000) jako Jeffers
- Brown sugar (2002) jako Dre
- Media Whore (2002) jako gra siebie
- Zaczyna się od pocałunku (Just a Kiss, 2002) jako Andre
- Chicago (2002) jako Lider zespołu
- Przyjaciółka na śmierć i życie (New Best Friend, 2002) jako Artie Bonner
- Equilibrium (2002) jako Kleryk Brandt
- Raperzy z Malibu (Malibu's Most Wanted, 2003) jako Sean
- Sekcja 8. (Basic, 2003) jako Pike
- Abby Singer (2003) jako on sam
- Kevin Hill (2004) jako Kevin Hill
- Drum (2004) jako Henry Nxumalo
- Rent (2005) jako Benjamin Coffin III
- Ciasteczko (Cake, 2005) jako Hemingway Jones
- Slow Burn  (2005)
- 30 dni (30 Days, 2006) jako Jamal boy
- Ten sam dzień (Day Break, 2006) jako detektyw Brett Hopper
- Prywatna praktyka (Private practice, 2007–2012) jako dr Sam Bennet